# Trasimenus-tavi csata
A Trasimenus-tavi csata (i. e. 217. június 21., a Julián naptár szerint áprilisban) a Római Köztársaság seregeinek nagy vereségét hozó ütközet volt a második pun háború során. A csatában Hannibál karthágói hadvezér aratott győzelmet Gaius Flaminius consul ellen a mai közép-olaszországi Umbria tartományban, a Trasimenus-tónál.
A csatában két egyenlő erejű, mintegy 40 ezer katonából álló sereg csapott össze. Hannibál rejtett állásokból támadó csapatai a hadtörténetben mintaszerűnek tekintett, katasztrofális vereséget mértek a rómaiakra. A karthágóiak veszteségei kicsik voltak, de gyakorlatilag az egész római sereg odaveszett.

## Előzményei
A rómaiak, meglepve és megriadva Tiberius Sempronius Longus veresége miatt a trebiai csatában, azonnal hozzáláttak az előkészületeknek, hogy elhárítsák az északról érkező új fenyegetést. Sempronius visszatért Rómába és a senatus a Kr. e. 217. évben új consulokat választott: Cnaeus Servilius Geminust és Caius Flaminius Nepost. Utóbbit alig nevezték ki, máris az fenyegette, hogy leváltják, mert úgy hagyta el Rómát, hogy nem végezte el a consullá választottak számára kötelező rituálét.. A senatus azzal bízta meg Serviliust, hogy vegye át a Publius Cornelius Scipio vezette sereg fővezéri tisztjét. Flaminius Sempronius serege maradékának a vezérségét kapta. A trebiai veszteségek pótlására felállítottak négy új légiót is. Az új erőket megosztottak a két consul közt. A trebiai és ticinusi csaták utáni helyzetben Flaminius serege dél elé fordult, hogy Róma közelében készítse elő a védekezést. Hannibál azonnal követte, csakhogy ő gyorsabban haladt a római seregnél Róma felé és hamarosan meg is előzte őket. Flaminiusnak gyorsítania kellett a menetet és csatára bírnia Hannibált, mielőtt az eléri Rómát.
Eközben arra várt, hogy a Servilius vezette másik sereg csatlakozzon hozzá. De mielőtt ez megtörténhetett volna, Hannibál úgy kényszerítette csatára, hogy módszeresen pusztította a területet, amelynek védésével Flaminiust megbízták. Polübiosz szerint „amint (Hannibál) elhagyta Faesulae környékét, és a római táboron valamivel túl lerohanta a vidéket, Flaminius izgatottá vált és felbőszítette, hogy az ellenség semmibe veszi: és ahogy a vidék pusztítása folyt, és minden irányban a felszálló füstből lathatóvá vált a rombolás, már nem maradt türelme, hogy elviselje a látványt.”."
Hannibál azon fáradozott, hogy aláássa Róma szövetségeseinek hűségét, megmutatva, hogy a Római Köztársaságnak nem tudja megvédeni őket. Flaminius ekkor még táborában maradt Arretiumnál. Miután nem tudta Flaminiust csatába vonni, Hannibál ellenfele balszárnya felől elvágta a rómaiakat a fővárostól. Flaminius mégis a táborban tartotta seregét. Hannibál erre Apulia felé vette az irányt, abban a reményben, hogy Flaminius követi, és jól megválasztott helyen felveszi vele a harcot.
Az optimális terepet a Trasimenus-tónál találta meg.

## A csata

### Előkészületek
Hannibál észrevette, hogy a tó partján vezető út túloldalán fákkal sűrűn benőtt, kis völgyekkel tagolt domboldalak emelkednek, a partot pedig — a rajta vezető úttal egyetemben — reggelente sűrű köd üli meg. Ezért főseregével lezárta a parti út végét, csapatainak egy részét pedig visszaküldte, az utat szegélyező hegyekhez, hogy a domboldalakon, a fák közt elrejtőzve álljanak lesben.

### A csata eseményei
Flaminius besétált a csapdába, és amikor a tó közepénél felütött pun tábor elé ért, a menetelő rómaiakat egyszerre támadták meg a karthagói főerők szemből és az elrejtett csapatok oldalról. A légiók nem tudtak a harchoz felfejlődni, és a küzdelem hamarosan mészárlásba torkollott. A rómaiak tömegesen vetették magukat a tóba, hogy átússzanak a biztonságos túlpartra, de sokan a vízbe fulladtak.